# Премии Адама Смита
Премии Адама Смита — ряд экономических премий, названных в честь великого шотландского экономиста, вручаемых в различных странах различными организациями.

## The Adam Smith Award (1)
Премия вручается Национальной ассоциацией бизнес-экономики с 1982 года за «лидирующее положение среди профессионалов-экономистов и использование идей и знаний на рабочем месте и в политической деятельности». 
Награждённый премией экономист должен прочесть лекцию на ежегодном собрании ассоциации. Текст лекции затем публикуется в журнале «Business Economics».
Лауреаты премии:
- Г. Стейн (1982);
- Ч. Киндлбергер (1983);
- К. Бруннер (1984);
- Р. Солоу (1985);
- П. Маккракен (1986);
- Дж. Стиглер (1987);
- Дж. Бьюкенен (1988);
- М. Фридмен (1989);
- Дж. Тобин (1990);
- Г. Беккер (1991);
- В. Клаус (1992);
- М. Фельдстейн (1993);
- Д. Норт (1994);
- П. Кругман (1995);
- М. Вейденбаум (1996);
- М. Портер (1997);
- М. Боскин (1998);
- А. Блиндер (1999);
- Э. Ривлин (2000);
- Г. Кауфман (2001);
- Дж. Кауфман, Э. Кейн, Дж. Бенстон (2002);
- А. Мелцер (2003);
- Л. Клейн (2004);
- Д. Йоргенсон (2005).

## The Adam Smith Award (2)
Премия, присуждаемая ежегодно с 1984 года Ассоциацией частного образования (Association of Private Enterprise Education) за устойчивый и длительный вклад в увековечение идеалов свободной рыночной экономики. Лауреат награды должен быть личностью, которая приобрела международную репутацию красноречивого ученого и защитника свободного предпринимательства.
В число лауреатов премии входят:
- Уильям Нисканен (1988);
- Джеймс Бьюкенен (1991);
- Гордон Таллок (1993);
- Вернон Смит (1995);
- Дуглас Норт (1996);
- Алан Гринспен (1997);
- Роберт Барро (1998);
- Аллан Мелцер (1999);
- Армен Алчиан (2000);
- Гарольд Демсец (2001);
- Эрнандо де Сото (2002);
- Арнольд Харбергер (2008);
- Хосе Пиньера (2009);
- Уильям Истерли (2013);

## Den Danske Adam Smith Pris
Премия присуждается датским обществом «Либертас» с 1988 г. Премией награждается «датский или иностранный экономист, который в публичных выступлениях, опубликованных работах или поступках способствует развитию свободного общества и свободного рынка». Награждение победителей происходит 5 июня — в день рождения А. Смита. Среди лауреатов премии: В. Клаус (Чехия, 1994), Г. Радницки (Германия, 2002), Д. Гресс (США, 2003).

## Премия Адама Смита
Премия присуждается с 1997 г. Институтом экономики переходного периода «за отстаивание экономической свободы в России» (среди награждённых — академик РАН Р. М. Энтов; 1999).